# 스마트 오피스
스마트 오피스(Smart office) 란, 도심에 있는 본사 사무실에 출근하지 않고 원격지에서 업무를 처리할 수 있는 IT 기반 사무실을 말한다.

## 기반 기술
서버 기반 컴퓨팅기술을 이용한 데스크톱 가상화 기술로 서버에 있는 가상 데스크톱에 액세스하여 회사 PC를 쓰는 것처럼 사용하는 개념으로 클라이언트 PC에는 애플리케이션을 설치하거나 데이터를 저장할 수 없다.

## 같이 보기
- 서버 기반 컴퓨팅
- 클라우드 컴퓨팅
- 스마트 금고